# Districte de Gasa
El Districte de Gasa, és un dels 20 districtes en que es divideix el regne de Bhutan. És el districte situat més al nord del país, on limita amb la regió autònoma xinesa del Tibet. També limita pel sud amb els districtes de Wangdue Phodrang i Punakha i pel sud-oest amb el districte de Timbu. Es caracteritza per tenir uns hiverns molt freds i uns estius curts.
El districte té una superfície 3.117,74 km². L'altitud de la regió va des dels 1.500 fins als 4.500 metres. La seva capital, Gasa, es troba a una altitud de 2.770 metres.

## Població
És el districte de Bhutan menys poblat, amb una població total de 3.694 habitants (2015), dels quals uns 400 viuen a la capital, Gasa. Dins de la regió hi trobem la tribu nòmada Layap, que és indígena de la vall, que es caracteritza per tenir un estil de vida basat en la cria de iacs, formatge, mantega i carn de iac i teixits de llana de iac. També recol·lecten cordyceps, uns bolets que s'utilitzen sovint en la medicina oriental.

## Economia
La regió és coneguda per les seves aigües termals, conegudes com a tshachus situades a la vora del riu Mo Chu. També és coneguda per passar-hi grans rutes d'excursionistes, com la Snowman Trek o la Laya-Lunana Trek.

## Natura
La regió conté gran part del Parc Nacional Jigme Dorji Wangchuck, que allotja una gran quantitat de llacs glacials i una flora i una fauna de gran valor, com la pantera de les neus, el panda vermell comú, el bàral i la rosella blava.

## Història
La seu administrativa del districte, és el Gasa Dzong, una fortalesa edificada l'any 1.648. També rep el nom de Trashi Thongmoen. Segons la llegenda, es creu que Zhabdrung va ser rebut per la deïtat de Gasa quan es dirigia a Bhutan, així li va donar el seu nom.